# Дом, где жил Ю. И. Феддерс
Дом, где жил Ю. И. Феддерс — памятник истории местного значения в Нежине. Сейчас здесь размещается Нежинский межрайонный отдел лабораторных исследований.

## История
Решением исполкома Черниговского областного совета народных депутатов трудящихся от 17.11.1980 № 551 присвоен статус памятник истории местного значения с охранным № 118 под названием Дом, где жил выдающийся латышский художник Ю. И. Феддерс (1838—190 гг.). Установлена информационная доска.

## Описание
Дом построен в конце 19 века. Одно-двухэтажный, каменный, прямоугольный в плане дом. К одноэтажному объёму с юга примыкает двухэтажный. Фасад асимметричный. За линию фасада выступают боковые и центральный ризалиты. Фасад расчленяют пилястры, завершает карниз.
В связи с учёбой сына Георгия в Нежинском историко-филологическом институте, Юлий Иванович Феддерс с семьёй в 1905 году поселился в Нежине. В этом доме в 1905—1909 годы жил Ю. И. Феддерс — латышский живописец, один из основоположников реалистической пейзажной живописи. Тут умер и похоронен (могила Ю. И. Феддерса).
В 1977 году на фасаде дома была установлена мемориальная табличка Ю. И. Феддерсу.